# Бутенко Володимир Сергійович
Володимир Сергійович Бутенко (нар. 12 листопада 1948, Дніпропетровськ, УРСР) — радянський футболіст, нападник та півзахисник. Більшу частину кар'єри провів у чернівецькій  «Буковині». Зіграв 6 матчів у вищій лізі СРСР.

## Життєпис
Вихованець футбольної команди Заводу ім. Карла Лібкнехта (Дніпропетровськ), перший тренер — Назаров. У 1967 році був у заявці головної команди міста — «Дніпра», але на поле не виходив.
У 1968 році виступав за целіноградське «Динамо», з цього клубу був запрошений до складу московського «Динамо». У складі біло-блакитних дебютував у вищій лізі 23 вересня 1968 року в матчі проти «Крил Рад», вийшовши на заміну на 70-й хвилині замість Геннадія Гусарова. Всього за основний склад «Динамо» зіграв два матчі в 1968 році, а за дубль команди в 1968-1969 роках зіграв 35 матчів і забив 7 голів.
У 1970-1971 роках виступав за «Кривбас». Став переможцем турніру другої ліги 1971 року, причому в фінальному матчі проти смоленської «Іскри» забив вирішальний м'яч.
З 1972 року виступав за одеський «Чорноморець», з цією командою піднявся з першої ліги у вищу, проте на вищому рівні не закріпився, зігравши в 1974 році тільки 4 матчі.
В кінці кар'єри виступав за миколаївський «Суднобудівник» й одеський СКА, а потім декілька років грав на аматорському рівні за одеське «Таксі».